# Xianning
Xianning (en chino, 咸宁; pinyin, Xián·Níng; transcripción antigua, Sian Ning) es una ciudad-prefectura en la provincia de Hubei, República Popular de China. Limita al norte con Wuhan, al sur con la provincia de Jiangxi, al suroeste con Yueyang y al noreste con Huangshi. Su área es de 9751 km² y su población total para 2010 superó los 2,54 millones de  habitantes. 

## Administración
La ciudad prefectura de Xianning se divide en 6 localidades que se administran en 1 distrito urbano, 1 ciudad suburbana y 4 condados rurales.
- Distrito Xian'an (咸安区)
- Ciudad Chibi (赤壁市)
- Condado Jiayu (嘉鱼县)
- Condado Tongcheng (通城县)
- Condado Chongyang (崇阳县)
- Condado Tongshan (通山县)

## Toponimia
En el año 768 AD, durante la dinastía Tang se estableció Yong'an (永安 "paz perpetua). En el año 1007, para evitar el tabú que un lugar llevase el nombre de un gobernante o relacionado a este, la tumba de Taizu se llama Yong'an (宋永安陵), el Emperador Zhenzong, cambió el nombre a Xian'ning, tomando el significado similar entre 'Yong'an' y la frase; "que todos los estados encuentren la paz" (万国咸宁 Wànguó Xiánníng).

## Geografía
Xianning se encuentra en el sureste de la provincia de Hubei, por la cual es apodada "la puerta sur de Hubei. Limita con el río Yangtsé al norte y las montañas Mufu al sur. La región de Xianning es una zona montañosa (especialmente en su parte sur), con algunas llanuras (principalmente en el norte) y lagos. Su proximidad con Wuhan la está transformando en un suburbio periférico de dicha ciudad.

## Clima
Xianning tiene un clima subtropical húmedo. La temperatura media mensual oscila entre 4,6 °C en enero y los 29,2 °C en julio; la temperatura media anual es de 17,22 °C y la precipitación anual es ligeramente inferior a los 1600 milímetros.
| Parámetros climáticos promedio de Xianning (1991–2020 estandar, extremas 1981–present) | Parámetros climáticos promedio de Xianning (1991–2020 estandar, extremas 1981–present) | Parámetros climáticos promedio de Xianning (1991–2020 estandar, extremas 1981–present) | Parámetros climáticos promedio de Xianning (1991–2020 estandar, extremas 1981–present) | Parámetros climáticos promedio de Xianning (1991–2020 estandar, extremas 1981–present) | Parámetros climáticos promedio de Xianning (1991–2020 estandar, extremas 1981–present) | Parámetros climáticos promedio de Xianning (1991–2020 estandar, extremas 1981–present) | Parámetros climáticos promedio de Xianning (1991–2020 estandar, extremas 1981–present) | Parámetros climáticos promedio de Xianning (1991–2020 estandar, extremas 1981–present) | Parámetros climáticos promedio de Xianning (1991–2020 estandar, extremas 1981–present) | Parámetros climáticos promedio de Xianning (1991–2020 estandar, extremas 1981–present) | Parámetros climáticos promedio de Xianning (1991–2020 estandar, extremas 1981–present) | Parámetros climáticos promedio de Xianning (1991–2020 estandar, extremas 1981–present) | Parámetros climáticos promedio de Xianning (1991–2020 estandar, extremas 1981–present) |
| Mes                                                                                    | Ene.                                                                                   | Feb.                                                                                   | Mar.                                                                                   | Abr.                                                                                   | May.                                                                                   | Jun.                                                                                   | Jul.                                                                                   | Ago.                                                                                   | Sep.                                                                                   | Oct.                                                                                   | Nov.                                                                                   | Dic.                                                                                   | Anual                                                                                  |
| -------------------------------------------------------------------------------------- | -------------------------------------------------------------------------------------- | -------------------------------------------------------------------------------------- | -------------------------------------------------------------------------------------- | -------------------------------------------------------------------------------------- | -------------------------------------------------------------------------------------- | -------------------------------------------------------------------------------------- | -------------------------------------------------------------------------------------- | -------------------------------------------------------------------------------------- | -------------------------------------------------------------------------------------- | -------------------------------------------------------------------------------------- | -------------------------------------------------------------------------------------- | -------------------------------------------------------------------------------------- | -------------------------------------------------------------------------------------- |
| Temp. máx. abs. (°C)                                                                   | 24.2                                                                                   | 29.0                                                                                   | 36.1                                                                                   | 35.7                                                                                   | 37.4                                                                                   | 38.6                                                                                   | 41.5                                                                                   | 41.7                                                                                   | 40.1                                                                                   | 39.4                                                                                   | 32.2                                                                                   | 25.8                                                                                   | '                                                                                      |
| Temp. máx. media (°C)                                                                  | 8.5                                                                                    | 11.4                                                                                   | 17.5                                                                                   | 23.2                                                                                   | 27.4                                                                                   | 30.1                                                                                   | 33.4                                                                                   | 33.2                                                                                   | 28.9                                                                                   | 23.4                                                                                   | 17.3                                                                                   | 11.2                                                                                   | 22.1                                                                                   |
| Temp. media (°C)                                                                       | 4.4                                                                                    | 6.9                                                                                    | 12.2                                                                                   | 17.6                                                                                   | 22.1                                                                                   | 25.4                                                                                   | 28.5                                                                                   | 28.1                                                                                   | 23.9                                                                                   | 18.3                                                                                   | 12.3                                                                                   | 6.4                                                                                    | 17.2                                                                                   |
| Temp. mín. media (°C)                                                                  | 1.5                                                                                    | 3.6                                                                                    | 8.1                                                                                    | 13.2                                                                                   | 18.0                                                                                   | 21.8                                                                                   | 24.9                                                                                   | 24.3                                                                                   | 20.3                                                                                   | 14.6                                                                                   | 8.7                                                                                    | 2.8                                                                                    | 13.5                                                                                   |
| Temp. mín. abs. (°C)                                                                   | -6.7                                                                                   | -7.7                                                                                   | -2.2                                                                                   | 2.3                                                                                    | 9.0                                                                                    | 12.6                                                                                   | 19.4                                                                                   | 18.4                                                                                   | 10.8                                                                                   | 2.3                                                                                    | -2.5                                                                                   | -10.7                                                                                  | '                                                                                      |
| Precipitación total (mm)                                                               | 74.8                                                                                   | 90.8                                                                                   | 137.9                                                                                  | 187.6                                                                                  | 202.0                                                                                  | 244.4                                                                                  | 251.0                                                                                  | 153.8                                                                                  | 91.7                                                                                   | 77.7                                                                                   | 79.4                                                                                   | 49.7                                                                                   | 1640.8                                                                                 |
| Días de precipitaciones (≥ 0.1 mm)                                                     | 12.1                                                                                   | 12.4                                                                                   | 15.4                                                                                   | 13.9                                                                                   | 14.2                                                                                   | 14.0                                                                                   | 13.3                                                                                   | 12.5                                                                                   | 9.4                                                                                    | 9.9                                                                                    | 10.4                                                                                   | 9.3                                                                                    | 146.8                                                                                  |
| Días de nevadas (≥ 1 mm)                                                               | 4.7                                                                                    | 2.2                                                                                    | 0.6                                                                                    | 0                                                                                      | 0                                                                                      | 0                                                                                      | 0                                                                                      | 0                                                                                      | 0                                                                                      | 0                                                                                      | 0.2                                                                                    | 1.7                                                                                    | 9.4                                                                                    |
| Horas de sol                                                                           | 85.7                                                                                   | 86.1                                                                                   | 104.7                                                                                  | 132.1                                                                                  | 144.2                                                                                  | 135.5                                                                                  | 189.8                                                                                  | 182.8                                                                                  | 146.3                                                                                  | 136.4                                                                                  | 119.9                                                                                  | 115.1                                                                                  | 1578.6                                                                                 |
| Humedad relativa (%)                                                                   | 78                                                                                     | 77                                                                                     | 76                                                                                     | 75                                                                                     | 76                                                                                     | 80                                                                                     | 77                                                                                     | 79                                                                                     | 78                                                                                     | 76                                                                                     | 77                                                                                     | 75                                                                                     | 77                                                                                     |
| Fuente:                                                                                |                                                                                        |                                                                                        |                                                                                        |                                                                                        |                                                                                        |                                                                                        |                                                                                        |                                                                                        |                                                                                        |                                                                                        |                                                                                        |                                                                                        |                                                                                        |